# Ángel Sánchez y Sánchez
La ganadería de Ángel Sánchez y Sánchez (denominada oficialmente Hdros. de D. Ángel Sánchez y Sánchez) es una ganadería brava española. Las reses pastan en la finca “Miguel Muñoz”, situada en el término municipal de Monterrubio de la Sierra, en la provincia de Salamanca; está inscrita en la Asociación Nacional de Ganaderías de Lidia. Su encaste es el de Murube-Urquijo, que hace que sea una de las ganaderías más demandadas para los festejos de rejones.

## Origen e historia de la ganadería
En torno al año 1909, el conde de Trespalacios hereda de su tío Jacinto Trespalacios una ganadería formada con reses procedentes de la casta Jijona y del Duque de Veragua; se la vende en 1913 al salmantino Matías Sánchez Cobaleda, estando al frente durante 20 años. Tras su muerte en 1932, sus cuatro hijos la mantendrán en propiedad durante tres años, en el que se divide en cuatro partes; la que correspondió a su hijo Ángel fue aumentada por este con 50 vacas y 2 sementales de Dña. Carmen de Federico (Murube-Urquijo). En 1947 vende el hierro original y unas cuantas de reses a José Luis García de Samaniego y Queralt, marqués de Taracena, y que dará lugar a la ganadería del Marqués de Albaserrada. Con las reses de sangre murubeña que no fueron adquiridas por Samaniego forma la ganadería que lleva su nombre y que, tras su muerte, dirigirá su nieto Félix García-Cascón Sánchez con el nombre de Hdros. de D. Ángel Sánchez y Sánchez, que en 1993 la aumenta con reses de Carmen Lorenzo, también Murube.

## Características
La ganadería está formada por toros de procedencia Murube-Urquijo. Atienden en sus características zootécnicas las que recoge como propias el Ministerio del Interior:
- Toros con gran volumen corporal, con cabeza grande, carifoscos, destacando perfil cefálico subconvexo o recto, con hocico chato y ancho. Son anchos y profundos de tórax, bien enmorrillados, la papada alcanza bastante desarrollo, son badanudos y de mucho hueso, con borlón de la cola abundante.[13]
- Predominan las encornaduras brochas o en corona, de desarrollo medio, de coloración blanquecina o negruzca.[14]
- Los ejemplares son generalmente de pinta negra y excepcionalmente pueden darse algunos castaños y tostados. Los accidentales son bastante limitados, fundamentalmente el bragado, meano, listón y, a veces, chorreado.